# Thymus groenlandicus
Thymus groenlandicus (чебрець ґренландський) — вид рослин родини глухокропивові (Lamiaceae), ендемік Ґренландії.

## Опис
Напівчагарничок з тонкими стовбурками. Квітконосні гілки (1)2–5 см заввишки, під суцвіттям і на всьому верхньому міжвузлі кругом запушені вниз нахиленими волосками ≈ 0.5–1 мм довжиною, нижче — більш короткими, вниз відігнутими, буро-пурпуруватими. Стеблові листки на квітконосних гілках в числі 3–7 пар, еліптичні, 3.5–8 × 1–2.7 мм, з клиноподібною основою, яка переходить в нерізко виражений черешок, який навіть у нижніх листків не довше половини пластинки; на верхівці тупі, рідше тупуваті, з двома, рідше трьома парами товстуватих, сильно виражених на нижньому боці пластинки бічних жилок і великими, добре помітними точковими залозками; на краю до середини, нижче або вище (верхні) з віями ≈ 1–1.5 мм завдовжки, на поверхні знизу, зверху або з обох сторін розсіяно волосисті до майже або зовсім голих; низові листочки довгасто-еліптичні, ≈ 2.5 мм × 0.7 мм, з малопомітним черешком; приквіткове листя від еліптичних до обернено-яйцюватих, з малопомітним черешком або сидячі, пурпуруваті; листки на безплідних пагонах до 3.3 мм ушир, іноді майже округлі.
Суцвіття головчате, нерідко з коротко-відсунутим додатковим кільцем; приквітки лінійно-ланцетні, ≈ 1–1.5 мм × 0.2 мм, плівчасті, густо-війчасті; квітконіжки ≈ 1–1.5 мм довжиною, відстовбурчено-волосисті; чашечка трубчасто-дзвонова, 4–4.5 мм довжиною, знизу відстовбурчено-волосиста, зверху гола; зубчики верхньої губи чашечки ланцетні, на краю густо війчасті; віночок ≈ 6 мм завдовжки, ліловий. Квітує у липні й серпні.
Описаний з Ґренландії Ронігером Thymus arcticus, нині — Thymus praecox subsp. britannicus (Ronniger) Holub належить до іншої секції, тому не близький до Th. groenlandicus. У Ґренландії, отже зростає два види чебреців. Th. groenlandicus безсумнівно дуже близький до Thymus serpyllum L., від якого різниться меншими, в середньому, і волосистими листками, а точкові залозки на них виділяються чіткіше; зубчики верхньої губи чашечки на краю густо війчасті.

## Поширення
Ендемік Гренландії.
Зростає у кам'янистій тундрі узбережжя, південно-західна Ґренландія, 61°33' пн.ш.